# Centre d'instruction des équipages d'hélicoptères 341
Le centre d'instruction des équipages d'hélicoptères 00.341 "Colonel Alexis Santini" est une unité école chargée de l'instruction des pilotes d'hélicoptères de l'armée de l'air française implantée sur la base aérienne 115 Orange-Caritat dans le Vaucluse.

## Historique
Créé le 1er mai 1975, le CIEH 00.341 Maurienne reprend les traditions et les missions d'instructions auparavant dévolues à l'Escadron d'hélicoptères 02.068 stationné sur la base aérienne 725 de Chambéry/Le-Bourget-du-lac. Chargé de la formation initiale et du perfectionnement des équipages d'hélicoptères de l'armée de l'air (et de quelques nations étrangères liées par accord de coopération), ses programmes et la composition de sa flotte vont suivre naturellement l'évolution du parc d'hélicoptères de l'armée de l'air au fil du temps (À l'exception du Super-Puma et du Dauphin flottes très réduites directement gérées par le GLAM 01.060).
Le site du bassin chambérien, proche de sommets accidentés d'altitudes et de difficultés variées, se prête tout particulièrement au perfectionnement des équipages au vol en montagne; c'est pourquoi, à la fermeture de la BA 725 en 1985, l'armée de l'air repositionne tout naturellement l'unité sur la base aérienne 101 Toulouse-Francazal, peu éloignée des très escarpées Pyrénées Ariégeoises, et possédant déjà avec le CIET 00.340 une forte tradition d'instruction au sein de ce qui est alors le COTAM.
Le CIEH se voit alors doté d'un très moderne simulateur de vol Puma avec restitution de mouvement, qui permettra d'effectuer les manœuvres de secours en toute sécurité, économisera de précieuses heures de vol et accompagnera la montée en puissance de l'IFR au sein des hélicoptères de l'armée de l'air.
Idéalement coimplanté à l'Escadron technique de soutien spécialisé, chargé des révisions de tous les hélicoptères de l'armée de l'air, le CIEH assure également les vols de contrôle et les convoyages de tous les appareils transitant par cette unité.
Jusqu'en 1993, c'est au CIEH que reviendra la mise sur pied de tous les détachements périodiques (2 à 3 par an) effectués au profit de l'administration des TAAF avec des Alouette II spécifiquement équipées de rétroviseurs pour faciliter le travail à l'élingue sur bateau pour la desserte de l'archipel des Kerguelen, l'archipel des Crozet et la Terre Adélie. Il est ainsi la seule formation de l'armée de l'air à avoir pris pied sur le sixième continent.
À partir de 1996, l'unité n'assure plus la formation initiale des pilotes, celle-ci s'effectuant désormais au sein de l'EA ALAT de Dax. À l'issue de leur formation de base, le CIEH récupère les stagiaires « air » pour le vol aux instruments et les qualifications de type.
À partir de 2006, en prévision de la montée en puissance du pole européen IFR de l'EA ALAT et de la fermeture annoncée de la base aérienne 101, l'unité est profondément remaniée. Elle est tout d'abord repositionnée sur la BA 128 de Metz-Frescaty, où ses Fennec sont mis en commun avec ceux de l'ETM 01.040 Moselle pour armer l'escadrille de transformation opérationnelle sur hélicoptère léger (ETO/HL). Parallèlement, apparaissent d'autres ETO à Cazaux (Puma, Caracal) et Solenzara (Super-Puma), ainsi qu'une antenne à l'école européenne du Cannet des Maures, relevant elles aussi du CIEH « nouvelle formule ».
La fermeture de la BA 128 voit le CIEH déménager une nouvelle fois, et s'implanter sur un quatrième site en 26 ans, la base aérienne 115 Orange-Caritat, ce qui constitue un cas unique pour une unité aérienne « temps de paix » de l'armée de l'air. Le CIEH abandonne le nom de "Maurienne" au profit de "Colonel Alexis Santini".

## Bases
- Base aérienne 725 de Chambéry, de 1975 à 1985
- Base aérienne 101 de Toulouse-Francazal, de 1985 à 2006
- Base aérienne 128 de Metz-Frescaty, de 2006 à 2011
- Base aérienne 115 de Orange-Caritat depuis 2011